# 爱的再告白 (专辑)
《愛的再告白》（英語："Oops!... I Did It Again"）是美國歌手布蘭妮·斯皮爾斯的第二張錄音室專輯，於2000年5月3日由Jive唱片發行。在她的出道錄音室專輯《愛的初告白》（1999年）取得巨大商業成功，以及完成同名巡迴演唱會後，斯皮爾斯於1999年9月開始錄製第二張錄音室專輯的音樂素材。在希望複製《愛的初告白》成功的壓力下，她與眾多製作人合作，包括马克斯·马丁、拉米·雅各布、佩爾·馬格努遜、大衛·克魯格、克里斯蒂安·蘭迪、傑克·舒爾茨、黑暗之子，以及羅伯特·約翰·「穆特」·蘭格，以做出《愛的再告白》。最終成品為一張以流行、流行舞曲與青少年流行為主的專輯，雖然與《愛的初告白》類似，但融入了放克與節奏藍調元素。在專輯發行後，其製作、聲音質素，以及斯皮爾斯的聲樂表現均受到讚賞。
專輯發行後在全球取得了巨大的商業成功，登上了超過20個國家的排行榜冠軍。在美國，專輯以131.9萬張首週銷量空降《Billboard》 200榜冠軍，創下了女歌手最高單週銷量紀錄以及女歌手最高首週銷量紀錄，此紀錄直至15年後才被愛黛兒以《25》（2015年）的338萬張首週銷量打破。《愛的再告白》亦獲得《第43屆葛萊美獎》（2001年）的最佳流行演唱專輯提名。它成為斯皮爾斯連續第二張獲美國唱片業協會認證為鑽石唱片的專輯，使她成為最年輕擁有多張鑽石專輯的歌手。專輯的全球銷量超過2000萬張，成為史上銷量最高的專輯之一。
《愛的再告白》一共衍生出四支單曲。標題曲獲得全球商業成功，登上全球17個國家排行榜冠軍，並最高登上美國《Billboard》 Hot 100榜第9位。〈幸運〉打進全球16個國家排行榜前10位，但最高僅登上美國《Billboard》 Hot 100榜第23位。〈更堅強〉最高登上美國《Billboard》 Hot 100榜第11位，成為專輯在美國排名第2高的單曲。專輯的最後單曲〈別讓我最後才知道〉在歐洲獲得普通的商業成功，但未能打進美國的單曲榜。為了宣傳專輯，斯皮爾斯登上多個電視節目與頒獎禮表演，包括《2000年MTV音樂錄影帶大獎》，並首次主持《週六夜現場》。她亦展開個人第三次巡迴演唱會，名為《愛的再告白巡迴演唱會》（2000年）。

## 錄音與製作
斯皮爾斯在1999年9月的《愛的初告白巡迴演唱會》結束後放了6天假期，便於9月20日回到紐約市開始錄製個人第二張錄音室專輯。马克斯·马丁、埃里克·福斯特·懷特、黛安·沃倫、羅伯特·蘭格、史蒂夫·倫特，以及娃娃臉等詞曲作家和音樂製作人均在專輯作出貢獻。〈你在哪裡〉和附贈曲〈你擁有一切〉（翻唱自噴氣機樂隊的1986年同名歌曲）為錄製《愛的初告白》期間剩餘的素材。〈愛的再告白〉、〈輕輕走過〉、〈你所看到的（就是你所得到的）〉和〈別來煩我〉於11月第一週便在馬丁的謝龍錄音室完成錄製。斯皮爾斯於1999年12月在蘭格瑞士的別墅錄製出〈別讓我最後才知道〉，而蘭格也負責該歌曲的製作。〈更堅強〉與〈幸運〉其後亦與專輯同名曲一同在2000年1月完成錄製。
當時尚未命名的《愛的再告白》在1月已經製作好一半。〈鏡中女孩〉和〈無法讓你愛我〉的伴奏和旋律在1999年秋季於瑞典錄製，而斯皮爾斯則在1月14日於佛羅里達州奧蘭多的帕克錄音室錄製聲樂部分。在不同地方錄製過歌曲後，斯皮爾斯於1月28日回到紐約市，與製作人史蒂夫·倫特在電池錄音室錄製由黛安·沃倫創作〈當你的眼睛說話時〉，在完成錄製後便在同日參與《互動全方位》的錄影。〈你的一吻〉亦同樣在電池錄音室錄製，而斯皮爾斯其後則在紐約市的3樓完成歌曲錄製。斯皮爾斯亦在紐約州柏油村的東灣錄音室和紐約市的阿凡達錄音室演唱〈親愛的日記〉的樣本兼完成正式錄製。《第42屆葛萊美獎》結束後，斯皮爾斯與羅德尼·傑金斯於2000年2月24日至26日在洛杉磯的太平洋錄音室錄製出她翻唱的〈无法满足〉。
斯皮爾斯對於複製《愛的初告白》的商業成功面臨了巨大壓力，表示：「我必須說，在賣出千萬張後接續發片是相當辛苦。但在聽過和錄製出新素材後，我對它真的很有信心」。在專輯發行期間，斯皮爾斯說：「我覺得，當然是會有壓力」，並補充說：「但在我看來，（《愛的再告白》）比第一張專輯要好得多。它更加前衛－更有態度。它更貼近真實的我，我認為青少年會更能產生共鳴」。《告示牌》榜單的主管傑夫·梅菲爾德對於《愛的再告白》在出道專輯推出的一年半內發行，表示：「（這是）非常聰明的時機。我的哲學是，當你有年輕的粉絲基礎時，便要趁熱打鐵」。

## 音樂與歌詞
《愛的再告白》被認為是《愛的初告白》的續篇作品，融合了流行、放克、節奏藍調與強力抒情等元素。斯皮爾斯在接受《MTV》訪問時表示這張專輯展示更成熟，以及節奏藍調風味的流行聲音：「這並不是我有意改變的，它只是隨著我變得更年長而自然地發生變化。我的聲音有些變化，而我也變得更自信，我覺得這在作品中能夠表現出來」。羅德尼·「黑暗之子」·傑金斯在談到與斯皮爾斯合作滚石乐队的〈无法满足〉翻唱版時表示：「這將會讓大家震驚。它保留了原曲的風味，不過顯然是2000年版本，有著全新的聽覺。我認為這很酷，因為那些欣賞這首歌的人會喜歡它。我讓它變得年輕且新穎，那些喜歡布蘭妮的年輕觀眾也會喜歡它。它能同時吸引成熟和年輕的聽眾」。斯皮爾斯與羅伯特·約翰·「穆特」·蘭格在〈別讓我最後才知道〉上合作，她告訴MTV新聞：「當你聽到這首歌時，便覺得它是如此純粹和細膩。它就是那種能吸引你的歌曲」，並補充說：「我覺得他們是為我特別創作的，因為這首歌的歌詞，如果你有認真地聽...它們更符合我所能理解的，因為它們是有點年輕的歌詞，我想仙妮亞可能不會唱出我現在所說的一些詞」。
《愛的再告白》以標題曲開始，歌曲獲與她的出道單曲〈愛的初告白〉（1998年）相比，歌曲有著反覆擊勾的低音聲部、合成器斷音和弦，以及機械節拍。在歌詞上，歌曲描繪出斯皮爾斯對一個過於熱切的追求者發出的警告：「糟糕！你以為我戀愛了／以為我是天使下凡／我沒那麼純真」。在歌曲的橋段部分，斯皮爾斯引用了大片《鐵達尼號》（1997年）作為讀白。第二首歌曲〈更堅強〉是一首合成器流行及充滿節奏藍調風格歌曲，並以獨立自主的主題寫下歌詞，描繪出斯皮爾斯離開將她視為自己所有物的伴侶。當中「我的寂寞已經不會再折磨我了」的段落為回應出道單曲〈愛的初告白〉的「我的寂寞正折磨著我」的歌詞。〈別去敲我的門〉是一首融入放克風格的節奏藍調歌曲，歌詞講述斯皮爾斯在分手後自信地前進。〈無法滿足〉以柔和的吉他撥弄和氣息聲開始，然後加入乾燥、爆裂的緊密節奏，將歌曲變成一首城市歌曲。這首流行舞曲風格翻唱曲亦將原曲的最後段落的歌詞變更（包括將「我的襯衫能有多白」變成「我的裙子應有多緊」）。斯皮爾斯表示：「（錄製這首歌曲）是我的想法」，並補充說：「我只是覺得：『我喜歡這首歌，我認為與（傑金斯）合作並演唱這樣的放克歌曲會成為很棒的組合」。
第五首歌曲〈別讓我最後才知道〉由鄉村流行歌手仙妮亞·唐恩和當時的丈夫蘭格共同創作，而蘭格也負責製作這首歌曲。這首抒情歌曲有著柔媚的鍵盤重複段和蘭格典型的華麗製作，而斯皮爾斯亦在歌曲加入了一點「鄉村鼻音」，請求情人表露心意：「我的朋友們說你對我有意思...但我需要直接從你口中聽到」。〈你看到的就是得到的〉在透過斥責吃醋的情人而要求獲得尊重，〈幸運〉則是一個令人同情的故事，講述一個孤獨的荷里活明星，並證明名氣沒有意義：「如果我的生活中沒有遺憾／那為甚麼這些淚水在夜晚流下來？」。〈你的一吻〉的歌詞主題是「校園暗戀」，這首歌有著雷鬼風格的節奏，歌詞講述了愛情的萌芽和迅速發展的感受，斯皮爾斯輕聲細語地唱著，僅僅一個吻就能看到她與戀人的整個未來。〈你的一吻〉的歌詞主題是「校園熱戀」，歌曲有著雷鬼風格的節拍，歌詞講述愛情的萌芽和迅速發展的感受，斯皮爾斯輕聲細語地唱著，只需一吻就能看到她與戀人的整個未來。抒情曲〈你在哪裡〉講述希望知道前任情人現在身在何處、過得如何，以讓她最終能夠釋懷和找到答案。歐洲流行風格的〈無法讓你愛我〉的歌詞表明，在真愛的相比之下，華麗汽車和金錢都是微不足道，斯皮爾斯唱出：「我只是一個愛上你的女孩」。由詞曲作家黛安·沃倫創作的〈當你的眼睛說話時〉是一首以合成器作為背聲樂聲的中板歌曲，歌曲結合弦樂和輕快的嘻哈節拍。在使用鍵盤為主的樸素抒情歌曲〈親愛的日記〉中，斯皮爾斯首次參與歌曲的創作，並稱歌曲為她的自传。她在歌曲中唱出希望與一個男孩展開「朋友以上」的關係。

## 發行與宣傳
1999年底，斯皮爾斯在歐洲宣傳即將推出的專輯《愛的再告白》，並在英國的電視節目《Smash Hits》亮相。在意大利，她在2000年初的電視節目《意大利互動全方位》中接受了一次簡短的訪問。在澳洲，斯皮爾斯登上了電視節目《羅素·吉爾伯特現場秀》和《The House of Hits》。在美國，斯皮爾斯於3月8日開始她的《（你讓我）神魂顛倒巡迴演唱會》，該巡迴演唱會以4月24日在夏威夷檀香山的一場免費音樂會結束，該音樂會被福斯廣播公司以名為《布蘭妮·斯皮爾斯於夏威夷》的電視特輯播出。在日本，斯皮爾斯於5月2日在東京國際論壇舉行了一場新聞發布會，而《愛的再告白》則在翌日發行。斯皮爾斯在5月6日於巴黎帶來驚喜演出。在美國，斯皮爾斯於5月10日登上《柯南·奧布萊恩深夜秀》接受訪問、於5月13日登上《週六夜現場》主持並表演，以及於5月15日登上《蘿西·歐唐納秀》。5月14日，她在MTV時報廣場的錄音廠錄製了兩小時長的《Britney Live》節目，並在5月16日舉辦名為《Britney's First Listen》的後《互動全方位》聆聽派對，當天也是《愛的再告白》的美國發行日。她亦登上5月23日的《傑·雷諾今夜秀》表演，以及於5月26日登上《Teen People's 25 Under 25》。
為了進一步宣傳《愛的再告白》，斯皮爾斯展開了《愛的再告白巡迴演唱會》。演唱會原訂在6月15日開始，但其後推遲5天才展開，夏季期間在北美地區巡迴演出，秋季期間則在歐洲各國巡迴演出，成為斯皮爾斯的首次歐洲巡迴演唱會。6月24日，可麗柔公開斯皮爾斯在旗下草本精華洗髮水系列的平面和電視廣告。斯皮爾斯為可麗柔錄製了品牌的專屬歌曲，名為〈I've Got the Urge to Herbal〉，該歌曲被用於60秒的廣播廣告，並作為巡迴演唱會的預演影片播放，而演唱會則獲草本精華贊助。在演唱會進行期間，斯皮爾斯繼續亮相電視節目和表演以宣傳專輯。她在MTV的節目《All Access: Backstage with Britney》演唱了〈愛的再告白〉和〈幸運〉，該節目於7月19日播映。9月7日，斯皮爾斯在紐約市无线电城音乐厅舉行的《2000年MTV音樂錄影帶大獎》上進行一場難忘的現場表演，演出曲目包括翻唱滚石乐队的熱門單曲〈无法满足〉（1965年）以及斯皮爾斯本身的〈愛的再告白〉。她在表演開始穿著黑色西裝，其後撕掉身上的西裝以露出佈滿數百顆施华洛世奇水晶的肉色舞台服裝，震驚當時的觀眾與媒體。在西班牙，她接受了《El Rayo》的訪問，該節目於9月8日播出。她在11月4日的《電臺音樂獎》、11月7日的《M6音樂大獎》，以及2001年1月8日的《2001年全美音樂獎》表演了〈更堅強〉。2001年1月18日，她在巴西的《里約熱內盧搖滾音樂節》上與頭牌演出樂團超級男孩共同演出。

## 發行單曲
根據《告示牌》2022年的資料，《愛的再告白》是沒有任何美國《Billboard》 Hot 100榜冠軍單曲的21世紀專輯中，榜單表現最強的15張專輯之一，它唯一打進單曲榜前10位的是主打單曲〈愛的再告白〉，最高登上榜單第9位。相比於斯皮爾斯出道單曲〈愛的初告白〉的巨大成功，Jive唱片認為〈愛的再告白〉的成績稍微令人失望。歌曲獲得Mainstream Top 40榜的冠軍，創下了一天內最多電台列入首播列表的紀錄。歌曲獲得澳洲、比利時、加拿大、義大利、荷蘭、紐西蘭、挪威、波蘭、羅馬尼亞、西班牙、瑞典、瑞士和英國等國單曲榜冠軍。在〈愛的再告白〉的音樂錄影帶中，斯皮爾斯穿上現在被認為具標誌性的紅色光亮連身服，在火星上遇見探測來的美國太空人，獲對方送上虛構的海洋之心寶石，這是《鐵達尼號》（1997年）的角色露絲在電影末段投進海洋的寶石。
〈幸運〉於2000年7月25日作為《愛的再告白》的第二支單曲發行，獲得音樂評論家的正面評價，被認為是專輯中最出色的作品之一。〈幸運〉發行後登上奧地利、德國、瑞典和瑞士的單曲榜冠軍，並最高登上英國單曲排行榜第5位。在美國，〈幸運〉最高僅登上《Billboard》 Hot 100榜第23位，以及Mainstream Top 40榜第9位。歌曲「星光閃閃」的音樂錄影帶展示出斯皮爾斯同時分飾為旁白與名為Lucky的女演員角色，Lucky是個憂鬱的電影明星，並在錄影帶中展現出她對名利的矛盾關係。
〈更堅強〉於2000年10月31日作為《愛的再告白》的第三支單曲發行。它成為專輯在美國排名第2高的單曲，最高登上在《Billboard》 Hot 100榜第11位，並最高登上英國單曲排行榜第7位。在歌曲的音樂錄影帶中，斯皮爾斯在具未來感的轉盤夜店發現男友出軌，在開車離去後發生車禍，並在雨中唱歌，錄影帶的椅子場景受到珍妮·杰克逊的〈快樂法則〉音樂錄影帶啟發。
〈別讓我最後才知道〉於2001年3月12日作為《愛的再告白》的第四支兼最後一支單曲發行。在美國，歌曲的商業表現低於預期，未能打進任何《Billboard》榜單。然而歌曲在歐洲取得成功，成為Romanian Top 100榜冠軍單曲，並打進奧地利、波蘭和瑞士的單曲榜前10位，歌曲亦打進德國、愛爾蘭、瑞典與英國單曲榜近前10位，均最高登上各榜單第12位。歌曲的音樂錄影帶在當時被認為過於大膽，描繪了斯皮爾斯與她的虛構男友（由法國模特布里斯·杜蘭飾演）之間的愛情場景。

## 專業評價
| 綜合得分                 | 綜合得分 |
| 來源                     | 評分     |
| ------------------------ | -------- |
|                          | 72/100   |
| 評論得分                 |          |
| 來源                     | 評分     |
| AllMusic                 | [ 9 ]    |
| 《奧斯汀紀事》           | [ 47 ]   |
| 《克里斯特高的消費指南》 | [ 48 ]   |
| 《娱乐周刊》             | B        |
| 《Dotmusic》             | 8/10     |
| 《洛杉矶每日新闻》       | [ 50 ]   |
| 《新音乐快递》           | 8/10     |
| 《滾石》                 | [ 16 ]   |
| 《偏锋杂志》             | [ 51 ]   |
| 《Sonic.net》            | [ 52 ]   |

《愛的再告白》在發行前後獲得正面的音樂評價。Metacritic對主流樂評家的評論進行了標準化評分，根據12則評論給予專輯72分的平均分（滿分100分），代表「普遍正面評價」。AllMusic的史蒂芬·托馬斯·艾爾維恩從滿分五星中給予專輯四星評價，指出專輯「保留了《初告白》的甜蜜抒情和迷人華麗的舞曲流行音樂結合」，並提到「幸運的是，她和製作團隊這次不僅在整體上有著更強的歌曲，還偶爾以迷惑的相同嘮叨美學忘形著，給以舞曲和抒情曲作為核心的專輯帶來獨特個性。這最終使它成為一張娛樂性強而令人滿意的（專輯）」。《告示牌》的撰文人指「《Oops!》標示著斯皮爾斯在音樂上日漸發展出靈魂深處的邊緣和情感深度，而這是不能以震碎玻璃的高音變出來的」，並讚賞專輯「一致地將斯皮爾斯塑造成探索內在力量的年輕女性－這對於易受影響的聽眾來說是正面的訊息」。《娱乐周刊》的大衛·布朗給予專輯B級評價，稱專輯「再次提醒我們，最好的流行新作可以是在令人窒息的房間裡吹來的一陣涼風」。
《滾石》的羅伯·薛菲德從滿分五星中給予專輯三星半評價，稱專輯為「奇妙的流行奶酪，有著比超級男孩和后街男孩更出色的歌曲工廠鈎印」，並指出「《Oops!》的出色之處在於，在奶酪表面之下，它是複雜、激烈而極其可怕，使她成為真正的搖滾傳統之子」。《新音乐快递》的撰文人稱她是「以近乎人類的形式實現出完美的現代流行音樂」，評論說：「她又做到了」。MTV亞洲的萊納爾·麥稱它為「精彩的第二張專輯」，指斯皮爾斯「擁有更成熟和經驗豐富的流行歌星形象、更強大和流行的歌曲，當然還有廣泛的媒體曝光」。《Salon》的安迪·巴塔利亞稱專輯為「某程度上的傑作，不是因為它的訊息，而是它如何應用流行音樂手法的常規」。《偏锋杂志》的薩爾·辛克馬尼從滿分五星給予專輯一星評價，認為專輯「充滿超級加工的即棄廢物，而斯皮爾斯甚至欠缺把它挽救的個性」，並表示「一直以麥當娜（與她）作比較是不適當的，因為斯皮爾斯對社會與音樂都沒有任何貢獻」。

## 榮譽
| 年份   | 頒獎禮              | 獎項                     | 對象            | 結果 | 來源   |
| ------ | ------------------- | ------------------------ | --------------- | ---- | ------ |
| 2000年 | 《Billboard》音樂獎 | 史上最高單週銷量女性專輯 | 布蘭妮·斯皮爾斯 | 獲獎 | [ 56 ] |
| 2000年 | 《Billboard》音樂獎 | 年度專輯歌手             | 布蘭妮·斯皮爾斯 | 獲獎 | [ 57 ] |
| 2001年 | 全美音樂獎          | 最受歡迎流行／搖滾專輯   | 《愛的再告白》  | 提名 | [ 58 ] |
| 2001年 | 葛萊美獎            | 最佳流行演唱專輯         | 《愛的再告白》  | 提名 | [ 59 ] |
| 2001年 | 朱諾獎              | 最暢銷專輯（本地或外地） | 《愛的再告白》  | 提名 | [ 60 ] |

## 商業成績
在美國，新聞稱《愛的再告白》在發行首日便售出500,000張。專輯其後以1,319,193張首週銷量空降《Billboard》 200榜冠軍，打破自尼爾森銷量統計系統在1991年成立以來的女歌手最高單週銷量專輯紀錄。斯皮爾斯亦因此成為擁有最高首週銷量女性專輯紀錄的歌手。這項紀錄一直保持了15年，直至2015年11月，愛黛兒的《25》在美國首週售出超過338萬張而被打破。專輯在發行次週下降至榜單亞軍，並在當週售出612,000張。專輯在亞軍逗留了非連續的15個星期。在發行第5週，《愛的再告白》已經經在美國售出超過300萬張，並在8月售出超過500萬張。在發行的第17週，專輯便被美國唱片業協會認證為七白金唱片，代表出貨量已經超過700萬張。專輯在《Billboard》 200榜總共逗留了84週、在Canadian Albums Chart逗留了31週，以及在美國Catalog Albums榜逗留了2週。《愛的再告白》空降European Top 100 Albums榜第82位，其後迅速登上冠軍位置，專輯在歐洲範圍售出超過400萬張，獲國際唱片業協會認證為四白金唱片。《愛的再告白》以88,000張首週銷量空降英國專輯排行榜亞軍，並在榜單前5位逗留了4週。專輯以95,275張首週銷量空降加拿大專輯榜冠軍。
專輯發行後登上法國專輯榜與德國Offizielle Top 100榜冠軍，並分別獲英国唱片业协会認證為三白金唱片、獲法國唱片出版業公會認證為雙金唱片，以及獲聯邦音樂產業協會認證為三白金唱片，各代表達到900,000張出貨量、200,000張銷量，以及900,000張出貨量。專輯亦空降澳洲專輯榜亞軍位置，並在榜單前20位逗留了10週，成為該國2000年銷量第14高的專輯，其後在翌年獲澳大利亚唱片业协会認證為雙白金唱片，代表出貨量達到140,000張。《愛的再告白》首週空降紐西蘭專輯榜季軍，並在一週後便迅速獲認證為金唱片，最終獲新西兰唱片音乐协会認證為雙白金唱片。《愛的再告白》為2000年美國銷量第3高的專輯，根據尼爾森銷量統計系統的資料，專輯在單年售出7,893,544張，並打進2000年《Billboard》 Year-End榜第4位。2005年1月24日，專輯獲美國唱片業協會認證為十白金唱片（鑽石唱片）。專輯亦成為BMG音樂俱樂部史上銷量第27高的專輯，在該俱樂部售出超過121萬張。截至2009年7月，專輯在美國已經售出超過9,184,000張銷量，當中不包括BMG音樂服務等經俱樂部售出的銷量。《愛的再告白》全球首週銷量超過250萬張，截至年底已經售出超過1,500萬張，成為2000年銷量第3高的專輯，以及銷量最高的女歌手專輯。專輯至今已經在全球售超過2,000萬張。

## 爭議
音樂家邁克爾·科特里爾與勞倫斯·烏努科斯基提出版權訴訟，控告斯皮爾斯、鬆巴唱片公司、Jive唱片、萊特娛樂集團和贝塔斯曼音乐集团，指控斯皮爾斯的歌曲〈你所看到的（就是你所得到的）〉和〈無法讓你愛我〉與他們其中一首歌曲「幾乎完全相同」。科特里爾和烏努科斯基聲稱他們在1999年創作、錄製並為歌曲〈What You See Is What You Get〉註冊版權，提交給斯皮爾斯的代表以收錄在她未來的專輯，但被對方拒絕採用。案件其後遭駁回，法庭裁定科特里爾和烏努科斯基缺乏足夠的證據支持他們的主張，而「兩首歌之間的相似之處不足以證明侵犯版權」。

## 歌曲列表
| 《愛的再告白》 – 北美版 | 《愛的再告白》 – 北美版                                 | 《愛的再告白》 – 北美版                                                                  | 《愛的再告白》 – 北美版                           | 《愛的再告白》 – 北美版 |
| 曲序                    | 曲目                                                    | 词曲                                                                                     | 製作人                                            | 时长                    |
| ----------------------- | ------------------------------------------------------- | ---------------------------------------------------------------------------------------- | ------------------------------------------------- | ----------------------- |
| 1.                      | 愛的再告白 Oops!... I Did It Again                      | 马克斯·马丁 拉米·雅各布                                                                  | 馬丁 雅各布                                       | 3:31                    |
| 2.                      | 更堅強 Stronger                                         | 馬丁 雅各布                                                                              | 馬丁 雅各布                                       | 3:23                    |
| 3.                      | 別來煩我 Don't Go Knockin' on My Door                   | 馬丁 雅各布 傑克·舒爾茨 亞歷山大·柯蘭倫德 （ 英语 ： Alexander Kronlund）                                  | 傑克 雅各布                                       | 3:43                    |
| 4.                      | 无法满足 (I Can't Get No) Satisfaction                  | 米克·贾格尔 基思·理查兹                                                                  | 羅德尼·傑金斯                                     | 4:23                    |
| 5.                      | 別讓我最後才知道 Don't Let Me Be the Last to Know       | 羅伯特·約翰·「穆特」·蘭格 （ 英语 ： Robert John "Mutt" Lange） 仙妮亞·唐恩 凱思·斯科特 （ 英语 ： Keith Scott (musician)）            | 蘭格                                              | 3:50                    |
| 6.                      | 你所看到的（就是你所得到的） What U See (Is What U Get) | 佩爾·馬格努遜 （ 英语 ： Per Magnusson） 大衛·克魯格 （ 英语 ： David Kreuger） 約爾根·埃落森 （ 英语 ： Jörgen Elofsson） 雅各布 | 馬格努遜 克魯格 雅各布                            | 3:36                    |
| 7.                      | 幸運 Lucky                                              | 馬丁 雅各布 柯蘭倫德                                                                     | 馬丁 雅各布                                       | 3:26                    |
| 8.                      | 你的一吻 One Kiss from You                              | 史蒂夫·倫特                                                                              | 倫特 拉里·「洛克」·坎貝爾                         | 3:23                    |
| 9.                      | 你在哪裡 Where Are You Now                              | 馬丁 安德烈亞斯·卡森 （ 英语 ： Andreas Carlsson）                                                       | 馬丁 雅各布                                       | 4:39                    |
| 10.                     | 無法讓你愛我 Can't Make You Love Me                     | 克里斯蒂安·蘭迪 （ 英语 ： Kristian Lundin） 卡森 馬丁                                                  | 蘭迪 傑克                                         | 3:17                    |
| 11.                     | 當你的眼睛說話時 When Your Eyes Say It                  | 黛安·沃倫                                                                                | 倫特 羅伯特·「埃斯梅爾」·賈扎耶里 保羅·翁巴赫 [a] | 4:29                    |
| 12.                     | 親愛的日記 Dear Diary                                   | 布蘭妮·斯皮爾斯 賈森·布魯姆 （ 英语 ： Jason Blume） 尤金·魏爾德 （ 英语 ： Eugene Wilde）                      | 添美·艾倫 貝瑞·J·伊斯特蒙德 （ 英语 ： Barry J. Eastmond）         | 2:46                    |
| 总时长：                | 总时长：                                                | 总时长：                                                                                 | 总时长：                                          | 44:37                   |

| 《愛的再告白》 – 國際版 | 《愛的再告白》 – 國際版     | 《愛的再告白》 – 國際版 | 《愛的再告白》 – 國際版 | 《愛的再告白》 – 國際版 |
| 曲序                    | 曲目                        | 词曲                    | 製作人                  | 时长                    |
| ----------------------- | --------------------------- | ----------------------- | ----------------------- | ----------------------- |
| 12.                     | 鏡中女孩 Girl in the Mirror | 埃落森                  | 馬格努遜 克魯格         | 4:06                    |
| 13.                     | 親愛的日記 Dear Diary       | 斯皮爾斯 布魯姆 魏爾德  | 艾倫 伊斯特蒙德         | 2:46                    |
| 总时长：                | 总时长：                    | 总时长：                | 总时长：                | 48:24                   |

| 《愛的再告白》 – 亞洲版 | 《愛的再告白》 – 亞洲版                | 《愛的再告白》 – 亞洲版 | 《愛的再告白》 – 亞洲版  | 《愛的再告白》 – 亞洲版 |
| 曲序                    | 曲目                                   | 词曲                    | 製作人                   | 时长                    |
| ----------------------- | -------------------------------------- | ----------------------- | ------------------------ | ----------------------- |
| 11.                     | 當你的眼睛說話時 When Your Eyes Say It | 沃倫                    | 倫特 賈扎耶里 翁巴赫 [a] | 4:06                    |
| 12.                     | 鏡中女孩 Girl in the Mirror            | 埃落森                  | 馬格努遜 克魯格          | 3:36                    |
| 13.                     | 你擁有一切 You Got It All              | 魯伯特·霍姆斯           | 埃里克·福斯特·懷特       | 4:43                    |
| 14.                     | 親愛的日記 Dear Diary                  | 斯皮爾斯 布魯姆 魏爾德  | 艾倫 伊斯特蒙德          | 2:46                    |
| 总时长：                | 总时长：                               | 总时长：                | 总时长：                 | 52:33                   |

| 《愛的再告白》 – 日本、澳洲、墨西哥、亞洲與英國特別版 | 《愛的再告白》 – 日本、澳洲、墨西哥、亞洲與英國特別版 | 《愛的再告白》 – 日本、澳洲、墨西哥、亞洲與英國特別版 | 《愛的再告白》 – 日本、澳洲、墨西哥、亞洲與英國特別版 | 《愛的再告白》 – 日本、澳洲、墨西哥、亞洲與英國特別版 |
| 曲序                                                  | 曲目                                                  | 词曲                                                  | 製作人                                                | 时长                                                  |
| ----------------------------------------------------- | ----------------------------------------------------- | ----------------------------------------------------- | ----------------------------------------------------- | ----------------------------------------------------- |
| 11.                                                   | 當你的眼睛說話時 When Your Eyes Say It                | 沃倫                                                  | 倫特 賈扎耶里 翁巴赫 [a]                              | 4:06                                                  |
| 12.                                                   | 鏡中女孩 Girl in the Mirror                           | 埃落森                                                | 馬格努遜 克魯格                                       | 3:36                                                  |
| 13.                                                   | 你擁有一切 You Got It All                             | 霍姆斯                                                | 懷特                                                  | 4:10                                                  |
| 14.                                                   | 真心 Heart                                            | 喬治·泰倫 魏爾德                                      | 倫特 坎貝爾                                           | 3:31                                                  |
| 15.                                                   | 親愛的日記 Dear Diary                                 | 斯皮爾斯 布魯姆 魏爾德                                | 艾倫                                                  | 2:46                                                  |
| 总时长：                                              | 总时长：                                              | 总时长：                                              | 总时长：                                              | 55:34                                                 |

| 《愛的再告白》 – 澳洲特別版（附贈光碟） | 《愛的再告白》 – 澳洲特別版（附贈光碟）                  | 《愛的再告白》 – 澳洲特別版（附贈光碟） |
| 曲序                                    | 曲目                                                     | 时长                                    |
| --------------------------------------- | -------------------------------------------------------- | --------------------------------------- |
| 1.                                      | Don't Let Me Be the Last to Know（album version）        | 3:50                                    |
| 2.                                      | Don't Let Me Be the Last to Know（Hex Hector Radio Mix） | 4:01                                    |
| 3.                                      | Don't Let Me Be the Last to Know（Hex Hector Club Mix）  | 10:12                                   |
| 4.                                      | Stronger（MacQuayle Mix Show Edit）                      | 5:21                                    |
| 5.                                      | Stronger（Pablo La Rosa's Tranceformation）              | 7:21                                    |
| 6.                                      | Oops!... I Did It Again（music video）                   | 4:11                                    |
| 7.                                      | Lucky（music video）                                     | 4:07                                    |
| 8.                                      | Stronger（music video）                                  | 3:37                                    |
| 9.                                      | Don't Let Me Be the Last to Know（music video）          | 3:51                                    |
| 总时长：                                | 总时长：                                                 | 30:52                                   |

| 《愛的再告白》 – 亞洲特別版（附贈光碟） | 《愛的再告白》 – 亞洲特別版（附贈光碟） | 《愛的再告白》 – 亞洲特別版（附贈光碟） |
| 曲序                                    | 曲目                                    | 时长                                    |
| --------------------------------------- | --------------------------------------- | --------------------------------------- |
| 1.                                      | Oops!... I Did It Again（music video）  | 4:20                                    |
| 2.                                      | Lucky（music video）                    | 4:14                                    |
| 3.                                      | Stronger（music video）                 | 3:47                                    |
| 4.                                      | Oops!... I Did It Again（karaoke）      | 4:17                                    |
| 5.                                      | Lucky（karaoke）                        | 4:18                                    |
| 6.                                      | Stronger（karaoke）                     | 3:46                                    |
| 总时长：                                | 总时长：                                | 25:25                                   |

備註
- ^a 代表聲樂製作人
- 〈无法满足〉為翻唱自滚石乐队的1965年歌曲
- 〈你都明白了（英语：You Got It All (The Jets song)#Britney Spears version）〉為翻唱自噴氣機樂隊（英语：The Jets (Minnesota band)）的1986年歌曲

## 製作名單
資料來自《愛的初告白》的專輯內頁。
- 哥莉亞·阿戈斯蒂尼 – 豎琴
- 阿瑪希德·阿吉米安 – 小提琴
- 桑福德·阿倫 – 小提琴
- 添美·艾倫 – 製作
- 約翰·阿馬蒂埃洛 – 工程
- 特蕾莎·安克 – 背景和聲
- 達瑞爾·安東尼 – 背景和聲
- 斯蒂芬妮·貝爾 – 背景和聲、中提琴
- 朱利安·巴伯 – 中提琴
- 桑德拉·比林斯利 – 小提琴
- 夏洛特·比約克曼 – 背景和聲
- 伊蘭·邦吉奧諾 – 化妝
- 亞弗列·博斯科 – 工程協助
- 亞弗列·V·布朗 – 樂團承辦、中提琴
- 鮑比·布朗 – 工程協助
- 拉里·「洛克」·坎貝爾 – 電貝斯、鼓樂編程、結他、製作
- 約翰·卡爾伯格 – 結他
- 柯瑞·喬爾科 – 編程
- 凱文·楚科 – 編程
- 湯姆·柯尼 – 母帶處理
- 馬吉·達尼洛夫 – 電貝斯
- 蒂姆·多諾萬 – 工程
- 貝瑞·J·伊斯特蒙德（英语：Barry J. Eastmond） – 指揮、工程、鍵盤、管弦樂編排、鋼琴、製作
- 米歇爾·加隆 – 工程、混音工程
- 溫特頓·加維 – 小提琴
- 埃里克·加斯特 – 工程
- 丹·格爾拉特 – 工程
- 史蒂芬·喬治 – 混音工程
- 奈傑爾·格林 – 混音
- 妮基·葛格洛夫 – 背景和聲
- 喬伊斯·哈曼 – 小提琴
- 娜娜·赫丁（英语：Nana Hedin） – 背景和聲
- 理查德·亨里克森 – 樂團首席、小提琴
- 海莉·希爾 – 造型
- 阿什利·霍恩 – 小提琴
- 斯坦利·亨特 – 小提琴
- 瑞吉斯·安迪里奧 – 小提琴
- 傑克– 鍵盤、混音工程、製作、編程
- 羅伯特·「埃斯梅爾」·賈扎耶里 – 鼓樂編程、鍵盤、製作
- 羅德尼·傑金斯（英语：Rodney Jerkins） – 工程、混音工程、製作、聲樂編排
- 卡莉 – 髮型設計
- 奧利維亞·科佩爾 – 中提琴
- 大衛·克魯格（英语：David Kreuger） – 鍵盤、混音工程、製作、編程
- 羅伯特·約翰·「穆特」·蘭格（英语：Robert John "Mutt" Lange） – 製作
- 珍妮·勒布郎 – 大提琴
- 傑西·利維 – 大提琴
- 托馬斯·林德伯格 – 電貝斯
- 克里斯蒂安·蘭迪（英语：Kristian Lundin） – 鍵盤、混音工程、製作、編程
- 史蒂夫·倫特 – A&R、製作、弦樂編排
- 瑪格麗特·馬吉爾 – 小提琴
- 佩爾·馬格努遜（英语：Per Magnusson） – 鍵盤、混音工程、製作、編程
- 奧黛麗·馬特爾 – 背景和聲
- 马克斯·马丁 – 鍵盤、混音工程、製作、編程、聲樂
- 小哈維·梅森 – 工程
- 哈維·梅森 – 編輯
- 查爾斯·麥克羅里 – 工程、工程協助
- 威廉·米德 – 弦樂協調
- 理查德·邁耶爾（英语：Richard Meyer (producer)） – 編程
- 克米特·摩爾（英语：Kermit Moore） – 大提琴
- 尤金·J·穆耶 – 大提琴
- 傑基·墨菲 – 美術指導、設計
- 歐斯比約恩·奧爾瓦爾 – 結他
- 珍妮特·奧爾森（英语：Jeanette Olsson） – 背景和聲
- 傑納·奧洛夫 – 小提琴
- 弗利普·奧斯曼 – 工程協助
- 諾拉·佩恩 – 背景和聲
- 馬里昂·皮涅羅 – 小提琴
- 喬恩·拉格爾 – 攝影
- 拉米 – 鍵盤、混音工程、製作、編程
- 馬克辛·羅赫 – 中提琴
- 安東尼·魯托洛 – 工程協助
- 馬克·塞利格 – 攝影
- 德克斯特·西蒙斯 – 混音工程
- 珍妮特·索德霍爾 – 背景和聲
- 布蘭妮·斯皮爾斯 – 概念、聲樂
- 沙恩·斯通巴克 – 工程協助
- 朱迪思·休格曼 – 電貝斯
- 馬蒂·斯威特 – 小提琴
- 傑拉德·塔拉克 – 小提琴
- 克里斯·特格森 – 弦樂工程
- 邁克爾·湯普森 – 結他
- 克里斯·特里維特 – 工程、混音工程、聲樂工程
- 邁克爾·塔克 – 聲樂工程
- 安德烈斯·馮·霍夫斯坦 – 背景和聲
- 貝琳達·惠特尼·巴拉特 – 小提琴
- 克萊頓·伍德 – 工程協助
- 肯特·伍德 – 鍵盤
- 尼娜·伍德福特（英语：Nina Woodford） – 背景和聲
- 強尼·萊特（英语：Johnny Wright (music manager)） – 經紀
- 莫娜·雅各布 – 背景和聲
- 哈里·扎拉津 – 中提琴
- 趙欣 – 小提琴

## 榜單排名
| 榜單（2000年）                        | 最高 位置 |
| ------------------------------------- | --------- |
| 阿根廷（CAPIF專輯榜）                 | 1         |
| 澳大利亞（ARIA專輯榜）                | 2         |
| 澳大利亞（ARIA舞曲專輯榜）            | 1         |
| 奧地利（奧地利Ö3專輯榜）              | 1         |
| 比利時法蘭德斯（Ultratop專輯榜）      | 1         |
| 比利時瓦隆（Ultratop專輯榜）          | 1         |
| 加拿大（《RPM》Top Albums/CDs榜）     | 1         |
| 哥倫比亞（ASINCOL）                   | 1         |
| 捷克（ČNS IFPI專輯榜）                | 4         |
| 丹麥（Hitlisten專輯榜）               | 1         |
| 荷蘭（MegaCharts專輯榜）              | 1         |
| 芬蘭（Suomen virallinen lista專輯榜） | 2         |
| 法國（SNEP專輯榜）                    | 1         |
| 德國（Offizielle Top 100專輯榜）      | 1         |
| 希臘（IFPI專輯榜）                    | 1         |
| 匈牙利（MAHASZ專輯榜）                | 1         |
| 冰島（Tónlist專輯榜）                 | 1         |
| 愛爾蘭（IRMA專輯榜）                  | 3         |
| 義大利（FIMI專輯榜）                  | 5         |
| 日本（Oricon專輯榜）                  | 4         |
| 馬來西亞（RIM專輯榜）                 | 2         |
| 紐西蘭（RMNZ專輯榜）                  | 2         |
| 挪威（VG-lista專輯榜）                | 1         |
| 波蘭（ZPAV專輯榜）                    | 10        |
| 葡萄牙（AFP專輯榜）                   | 1         |
| 蘇格蘭（OCC專輯榜）                   | 1         |
| 斯洛伐克（IFPI專輯榜）                | 4         |
| 西班牙（PROMUSICAE專輯榜）            | 2         |
| 瑞典（Sverigetopplistan專輯榜）       | 1         |
| 瑞士（Schweizer Hitparade專輯榜）     | 1         |
| 英國（OCC專輯榜）                     | 2         |
| 美国（《告示牌》200）                 | 1         |

| 榜單（2001年）     | 最高 位置 |
| ------------------ | --------- |
| 南韓（RIAK專輯榜） | 4         |

| 榜單（2000年）                        | 位置 |
| ------------------------------------- | ---- |
| 澳大利亞（ARIA專輯榜）                | 14   |
| 奧地利（奧地利Ö3專輯榜）              | 5    |
| 比利時法蘭德斯（Ultratop專輯榜）      | 8    |
| 比利時華隆（Ultratop專輯榜）          | 3    |
| 加拿大（Nielsen SoundScan專輯榜）     | 2    |
| 丹麥（Hitlisten專輯榜）               | 16   |
| 荷蘭（MegaCharts專輯榜）              | 13   |
| 歐洲（《Billboard》百強專輯榜）       | 3    |
| 芬蘭（Suomen virallinen lista專輯榜） | 10   |
| 法國（SNEP專輯榜）                    | 20   |
| 德國（Offizielle Top 100專輯榜）      | 3    |
| 日本（Oricon專輯榜）                  | 86   |
| 新西蘭（RMNZ專輯榜）                  | 13   |
| 西班牙（AFYVE專輯榜）                 | 27   |
| 瑞士（Schweizer Hitparade專輯榜）     | 4    |
| 英國（OCC專輯榜）                     | 19   |
| 美國（Billboard 200）                 | 4    |

| 榜單（2001年）                    | 位置 |
| --------------------------------- | ---- |
| 奧地利（奧地利Ö3專輯榜）          | 68   |
| 比利時法蘭德斯（Ultratop專輯榜）  | 75   |
| 比利時華隆（Ultratop專輯榜）      | 89   |
| 加拿大（Nielsen SoundScan專輯榜） | 105  |
| 歐洲（《Billboard》百強專輯榜）   | 60   |
| 法國（SNEP專輯榜）                | 129  |
| 德國（Offizielle Top 100專輯榜）  | 69   |
| 瑞士（Schweizer Hitparade專輯榜） | 50   |
| 英國（OCC專輯榜）                 | 162  |
| 美國（Billboard 200）             | 28   |

| 榜單（2000年－2009年） | 位置 |
| ---------------------- | ---- |
| 美國（Billboard 200）  | 6    |

| 榜單                            | 位置 |
| ------------------------------- | ---- |
| 英國（OCC專輯榜）（21世紀女性） | 77   |
| 美國（Billboard 200）（女性）   | 64   |

## 认证与销量
| 地區                                  | 认证    | 认证单位/销量 |
| ------------------------------------- | ------- | ------------- |
| 阿根廷（阿根廷音像製品協會）          | 白金    | 60,000^       |
| 澳大利亚（澳大利亚唱片业协会）        | 3× 白金 | 210,000^      |
| 奥地利（國際唱片業協會奧地利分會）    | 2× 白金 | 100,000*      |
| 比利时（比利時唱片音樂協會）          | 3× 白金 | 150,000*      |
| 巴西（巴西唱片業協會）                | 金      | 250,000       |
| 加拿大（加拿大音乐协会）              | 5× 白金 | 710,044       |
| 丹麦                                  | —       | 47,621        |
| 芬兰（國際唱片業協會芬蘭分會）        | 白金    | 54,274        |
| 法国（法國唱片出版業公會）            | 白金    | 300,000*      |
| 德国（聯邦音樂產業協會）              | 3× 白金 | 900,000^      |
| 匈牙利（匈牙利录音制品制作者协会）    | 金      |               |
| 意大利 2000年销量                     | —       | 100,000       |
| 日本（日本唱片協會）                  | 白金    | 242,400       |
| 马来西亚（馬來西亞唱片業協會）        | 白金    | 25,000        |
| 墨西哥（墨西哥音像製品協會）          | 2× 白金 | 300,000^      |
| 荷兰（荷蘭音像製品製作與進口協會）    | 2× 白金 | 160,000^      |
| 新西兰（新西兰唱片音乐协会）          | 2× 白金 | 30,000^       |
| 挪威（國際唱片業協會挪威分会）        | 白金    | 50,000*       |
| 波兰（波蘭音像製造商協會）            | 白金    | 100,000*      |
| 韩国                                  | —       | 263,068       |
| 西班牙（西班牙音樂製作協會）          | 2× 白金 | 200,000^      |
| 瑞典（瑞典唱片業協會）                | 白金    | 130,000       |
| 瑞士（國際唱片業協會瑞士分会）        | 2× 白金 | 100,000^      |
| 英国（英国唱片业协会）                | 3× 白金 | 917,000       |
| 美国（美國唱片業協會）                | 钻石    | 10,411,000    |
| 乌拉圭（乌拉圭）                      | 白金    | 6,000^        |
| 總計                                  |         |               |
| 欧洲（國際唱片業協會）                | 4× 白金 | 4,000,000*    |
| 全球                                  | —       | 20,000,000    |
| *僅含認證的實際銷量 ^僅含認證的出貨量 |         |               |

## 發行歷史
| 地區   | 日期          | 形式                                   | 版本   | 廠牌      | 來源    |
| ------ | ------------- | -------------------------------------- | ------ | --------- | ------- |
| 日本   | 2000年5月3日  | CD                                     | 標準版 | Avex Trax | [ 196 ] |
| 澳洲   | 2000年5月15日 | CD                                     | 標準版 | BMG       | [ 105 ] |
| 德國   | 2000年5月15日 | CD                                     | 標準版 | BMG       | [ 197 ] |
| 英國   | 2000年5月15日 | 卡式录音带 CD                          | 標準版 | Jive      | [ 198 ] |
| 加拿大 | 2000年5月16日 | CD                                     | 標準版 | BMG       | [ 199 ] |
| 美國   | 2000年5月16日 | 卡式錄音帶 CD                          | 標準版 | Jive      | [ 200 ] |
| 英國   | 2000年10月9日 | CD                                     | 特別版 | Jive      | [ 201 ] |
| 澳洲   | 2001年3月23日 | CD+VCD                                 | 特別版 | BMG       | [ 105 ] |
| 美國   | 2019年4月26日 | 紫漩渦白膠唱片（Urban Outfitters獨家） | 標準版 | 遺贈      | [ 202 ] |
| 多國   | 2020年8月14日 | 圖膠唱片                               | 標準版 | 遺贈      | [ 203 ] |
| 美國   | 2020年8月14日 | 卡式錄音帶（Urban Outfitters獨家）     | 標準版 | 遺贈      | [ 204 ] |
| 澳洲   | 2023年3月31日 | 霓虹紫膠唱片                           | 標準版 | 索尼      | [ 205 ] |
| 德國   | 2023年3月31日 | 霓虹紫膠唱片                           | 標準版 | 索尼      | [ 206 ] |
| 墨西哥 | 2023年3月31日 | 霓虹紫膠唱片                           | 標準版 | 索尼      | [ 207 ] |
| 波蘭   | 2023年3月31日 | 霓虹紫膠唱片                           | 標準版 | 索尼      | [ 208 ] |
| 英國   | 2023年3月31日 | 霓虹紫膠唱片                           | 標準版 | 索尼      | [ 209 ] |
| 美國   | 2023年3月31日 | 黑膠唱片                               | 標準版 | 遺贈      | [ 210 ] |

## 歌詞原文
1. ↑  原文：「Oops, you think I'm in love / That I'm sent from above / I'm not that innocent」
2. ↑  原文：「my loneliness ain't killing me no more」
3. ↑  原文：「my loneliness is killing me」
4. ↑  原文：「how white my shirts could be」
5. ↑  原文：「how tight my skirt should be」
6. ↑  原文：「My friends say you're into me ... but I need to hear it straight from you」
7. ↑  原文：「If there's nothing missing in my life/Then why do these tears come at night?」
8. ↑  原文：「I'm just a girl with a crush on you」

## 資料來源
1. 1 2  Moss, Corey. . MTV. 2000-04-21  [2014-05-16]. （原始内容存档于2014-05-22）.
2. ↑  britneyrewind. . YouTube. 2015-05-18  [2021-08-31]. （原始内容存档于2021-12-15）.
3. 1 2  Hermanson, William. . Yahoo! Music. 2000-01-07. （原始内容存档于2012-03-12）.
4. 1 2 3   (US CD liner notes). Britney Spears. JIVE Records. 2000. 01241-41704-2.
5. ↑  Ruggieri, Melissa. . Richmond Times. 2000-01-13.[永久]
6. 1 2  Moss, Corey. . MTV. 2000-02-23  [2022-04-14]. （原始内容存档于2022-04-13）.
7. ↑  . MTV. 2000-04-12  [2022-04-14]. （原始内容存档于2022-04-12）.
8. ↑  Gardner, Elysa. . USA Today. 2000-05-16. （原始内容存档于2000-06-22）.
9. 1 2 3  Stephen Thomas Erlewine. . AllMusic.   [2013-03-03]. （原始内容存档于2015-01-03）.
10. 1 2  . Billboard. 2000-05-20  [2012-07-05]. （原始内容存档于2000-06-19）.
11. 1 2 3 4 5 6 7 8 9 10  Hiatt, Brian. . MTV. 2000-05-10  [2014-05-17]. （原始内容存档于2014-05-22）.
12. 1 2  Hiatt, Brian. . MTV. 2000-04-14  [2014-05-17]. （原始内容存档于2014-05-22）.
13. 1 2 3 4  . NME. 2000-05-29  [2022-04-14]. （原始内容存档于2012-10-09）.
14. 1 2 3 4 5 6  . Plugged In.   [2014-05-17]. （原始内容存档于2014-05-22）.
15. 1 2 3 4 5  Browne, David. . Entertainment Weekly. 2000-05-19  [2022-04-14]. （原始内容存档于2010-12-27）.
16. 1 2 3  Sheffield, Rob. . Rolling Stone. 2004-06-09  [2022-04-14]. （原始内容存档于2022-04-13）.
17. ↑  . White Rabbit Mix. 2014-03-07  [2014-05-21]. （原始内容存档于2014-05-22）.
18. ↑  Maine, K. . Your Tango. December 2012  [2014-05-21]. （原始内容存档于2014-05-22）.
19. ↑  . Genius.   [2023-01-17]. （原始内容存档于2023-01-17）.
20. 1 2 3 4 5 6  . IMDb.   [2012-10-15]. （原始内容存档于2013-08-07）.
21. ↑  Rosen, Craig. . Yahoo! Music. 2000-04-24  [2009-07-22]. （原始内容存档于2011-07-17）.
22. ↑  Rosen, Craig. . Yahoo! Music News. 2000-05-05  [2009-07-22]. （原始内容存档于2012-07-07）.
23. ↑  Rosen, Craig. . Yahoo! Music News. 2000-05-09  [2009-07-22]. （原始内容存档于2013-01-05）.
24. 1 2  Rosen, Craig. . Yahoo! Music. 2000-04-07  [2009-07-22]. （原始内容存档于2012-07-09）.
25. ↑  Manning, Kara. . MTV. 2000-05-09  [2022-04-14]. （原始内容存档于2022-04-13）.
26. ↑  Rosen, Craig. . Yahoo! Music News. 2000-05-01  [2009-07-22]. （原始内容存档于2012-07-07）.
27. ↑  Basham, David. . MTV. 2000-02-22  [2022-04-14]. （原始内容存档于2022-04-14）.
28. 1 2  Patricia Winter Lauro. . The New York Times. 2000-06-24  [2017-02-19]. （原始内容存档于2010-11-29）.
29. ↑  MTV. . MTV. 2000-09-07  [2009-01-03]. （原始内容存档于2008-08-28）.
30. ↑  Basham, David. . MTV News. 2000-09-07  [2022-04-14]. （原始内容存档于2014-09-07）.
31. ↑   (TV production). Ron de Moraes, Margo Romero (directors). Las Vegas, Nevada: ABC Entertainment. 2000-11-04  [2023-01-17]. （原始内容存档于2023-01-17）.
32. ↑  . setlist.fm. 2000-11-17  [2023-01-17]. （原始内容存档于2023-01-17）.
33. ↑  . ABC Entertainment. 2001-01-08  [2023-01-17]. （原始内容存档于2023-01-17）.
34. ↑  . Deseret News. 2001-01-31  [2023-01-17]. （原始内容存档于2011-06-08）.
35. ↑  Unterberger, Andrew. . Billboard. 2022-06-23  [2022-06-27]. （原始内容存档于2022-06-27）.
36. 1 2  . Billboard.   [2023-01-17]. （原始内容存档于2022-12-20）.
37. 1 2  The Official Charts Company. . Every Hit. May 2000  [2009-07-13]. （原始内容存档于2008-10-12）.
38. ↑  Corner, Lewis. . Digital Spy. 2012-08-17  [2014-05-22]. （原始内容存档于2015-02-03）.
39. ↑  The Official Charts Company. . Every Hit. August 2000  [2009-07-13]. （原始内容存档于2008-10-12）.
40. 1 2  . Billboard.   [2023-01-17]. （原始内容存档于2022-12-17）.
41. 1 2  Boone, John. . E! Online. 2013-12-18  [2014-05-22]. （原始内容存档于2014-05-30）.
42. ↑  The Official Charts Company. . Every Hit. December 2000  [2009-07-13]. （原始内容存档于2008-10-12）.
43. ↑  . Billboard. 2011-02-19  [2022-04-14]. （原始内容存档于2016-07-02）.
44. ↑  The Official Charts Company. . Every Hit. April 2001  [2009-07-13]. （原始内容存档于2008-10-12）.
45. ↑  Slotek, Jim. . Jam. Canadian Online Explorer. 2001  [2010-12-19]. （原始内容存档于2012-07-17）.
46. ↑  . Metacritic.   [2016-10-22]. （原始内容存档于2016-09-30）.
47. ↑  Gray, Christopher. . The Austin Chronicle. 2000-10-13  [2023-02-26]. （原始内容存档于2023-02-26）.
48. ↑  . Robert Christgau.   [2011-09-19]. （原始内容存档于2013-09-28）.
49. ↑  Man, Random. . Dotmusic. 2000-05-15  [2023-02-26]. （原始内容存档于2003-10-31）.
50. ↑  Shuster, Fred. . Los Angeles Daily News Archived at The Free Library. 2000-05-26  [2013-06-21]. （原始内容存档于2013-10-29）.
51. 1 2  Cinquemani, Sal. . Slant Magazine. 2001-10-06  [2023-02-26]. （原始内容存档于2002-10-06）.
52. ↑  John, Kevin. . Sonic.net. 2000-05-15  [2014-06-26]. （原始内容存档于2001-06-05）.
53. ↑  . Metacritic. CNET Networks, Inc.   [2009-07-11]. （原始内容存档于2020-07-14）.
54. ↑  Mak, Lennat. . MTV Asia.   [2012-07-05]. （原始内容存档于2006-08-30）.
55. ↑  Battaglia, Andy. . Salon. 2000-06-19  [2022-04-14]. （原始内容存档于2014-01-07）.
56. ↑  . Fox News. 2008-07-31  [2022-04-14]. （原始内容存档于2021-10-05）.
57. ↑  Zahlaway, Jon. . LiveDaily.com. 2000-12-06  [2009-07-17]. （原始内容存档于2001-02-10）.
58. ↑  . Rock on the Net. 2001-01-08  [2009-07-17]. （原始内容存档于2002-01-06）.
59. ↑  Rosen, Craig. . Yahoo! Music News. 2001-02-02  [2009-07-22]. （原始内容存档于2007-08-17）.
60. ↑  . 2001  [2009-07-17]. （原始内容存档于2007-09-27）.
61. ↑  . The Wall Street Journal. 2007-10-30  [2015-07-02]. （原始内容存档于2016-03-03）.
62. ↑  Grein, Paul. . Yahoo! Music. 2012-10-30  [2013-03-03]. （原始内容存档于2014-11-06）.
63. ↑  . Billboard. 2008-12-10  [2008-12-10]. （原始内容存档于2013-05-18）.
64. ↑  Skanse, Richard. . Rolling Stone. 2005-05-25  [2007-02-11]. （原始内容存档于2009-06-20）.
65. ↑  Caulfield, Keith. . Billboard. 2012-10-30  [2022-04-14]. （原始内容存档于2022-11-10）.
66. ↑  Rosen, Craig. . Yahoo! Music News. 2000-12-31  [2009-07-22]. （原始内容存档于2012-07-07）.
67. ↑  Caulfield, Keith. . Billboard. 2015-11-29  [2022-04-14]. （原始内容存档于2022-04-14）.
68. ↑  . Billboard. 2000-06-01  [2016-01-20]. （原始内容存档于2000-06-20）.
69. ↑  . Billboard. 2000-08-24  [2016-01-20]. （原始内容存档于2000-10-01）.
70. ↑  . Billboard. 2000-08-31  [2016-01-20]. （原始内容存档于2000-10-11）.
71. ↑  Mancini, Robert. . MTV. 2000-08-09  [2022-04-14]. （原始内容存档于2022-04-14）.
72. ↑  . Billboard. 2000-09-14  [2016-01-21]. （原始内容存档于2012-03-31）.
73. ↑  . Billboard. 2000-09-14  [2016-01-21]. （原始内容存档于2000-10-17）.
74. ↑  Rosen, Craig. . Yahoo! Music News. 2000-09-15  [2009-07-22]. （原始内容存档于2012-07-10）.
75. ↑  Billboard.com. . Billboard. 2000  [2012-10-15]. （原始内容存档于2023-02-06）.
76. ↑  . Billboard. 2000-05-30  [2016-01-21]. []
77. 1 2  . International Federation of the Phonographic Industry （英语）.
78. ↑  . Jam!.   [2011-04-02]. （原始内容存档于2012-07-18）.
79. ↑  . Syndicat National de l'Édition Phonographique. 2000-05-27  [2009-07-13]. （原始内容存档于2010-02-11）.
80. 1 2  "Offiziellecharts.de – Britney Spears – Oops!... I Did It Again" (in German). GfK Entertainment Charts.
81. 1 2  . British Phonographic Industry （英语）.
82. ↑  . Syndicat National de l'Édition Phonographique.   [2013-06-04] （法语）.
83. ↑  . Bundesverband Musikindustrie.   [2011-02-25] （德语）.
84. ↑  . Australian Recording Industry Association. 2000-05-28  [2009-07-17]. （原始内容存档于2011-12-28）.
85. ↑  . Australian Recording Industry Association. 2000  [2009-07-17]. （原始内容存档于2011-05-28）.
86. ↑  Australian Recording Industry Association. . 2000  [2009-07-13]. （原始内容存档于2010-09-17）.
87. ↑  . Recorded Music NZ.   [2013-06-04] （英语）.
88. ↑  . Recorded Music NZ.   [2013-06-04] （英语）.
89. ↑  . Avrev.com. 2001-01-03  [2012-10-15]. （原始内容存档于2013-06-02）.
90. ↑  . Billboard. （原始内容存档于2013-04-14）.
91. ↑  Recording Industry Association of America. . Recording Industry Association of America. 2005-01-24  [2009-07-17]. （原始内容存档于2015-09-24）.
92. ↑  . Billboard. 2001-01-13  [2022-04-14]. （原始内容存档于2013-04-14）.
93. 1 2  David, Barry. . Music Industry News Network. 2003-02-18  [2009-07-17]. （原始内容存档于2003-07-03）.
94. 1 2  Caulfield, Keith. . Billboard. 2008-01-25  [2022-04-14]. （原始内容存档于2021-12-08）.
95. 1 2  . Business Standard. 2015-07-06  [2019-03-12]. （原始内容存档于2020-11-09） （英语）.
96. ↑  . BBC News. 2002-06-12  [2009-08-04]. （原始内容存档于2015-07-10）.
97. ↑  . People. 2003-05-28  [2022-04-14]. （原始内容存档于2022-04-14）.
98. ↑   (International CD liner notes). Britney Spears. JIVE Records. 2000. 9220392.
99. ↑   (Asian CD liner notes). Britney Spears. JIVE Records. 2000. 9220422.
100. ↑   (Japanese CD liner notes). Britney Spears. JIVE Records. 2000. ZJCI-10121.
101. ↑   (Special UK CD liner notes). Britney Spears. JIVE Records. 2000. 9221042.
102. ↑   (Australian special CD liner notes). Britney Spears. JIVE Records. 2000. 9220432SE.
103. ↑   (Asian special CD liner notes). Britney Spears. JIVE Records. 2000. 9220432SE.
104. 1 2  . El Siglo de Torreón. 2000-05-29  [2023-03-21]. （原始内容存档于2022-03-17）.
105. 1 2 3  "Britney Spears – Oops!... I Did It Again". Australiancharts.com. Hung Medien.
106. ↑   (PDF). The ARIA Report. 2001-01-01, (566): 16  [2023-04-17]. （原始内容 (PDF)存档于2008-02-22） –National Library of Australia.
107. ↑  "Britney Spears - Oops!... I Did It Again" (in German). Austriancharts.at. Hung Medien.
108. ↑  "Britney Spears – Oops!... I Did It Again" (in Dutch). Ultratop.be. Hung Medien.
109. ↑  "Britney Spears – Oops!... I Did It Again" (in French). Ultratop.be. Hung Medien.
110. ↑  . RPM.   [2011-01-31]. （原始内容存档于2011-08-15）.
111. ↑   (PDF). Music & Media.   [2023-04-26]. （原始内容存档 (PDF)于2021-03-08）.
112. ↑  . Billboard. Vol. 112 no. 24 (Nielsen Business Media). 2000-06-10: 59. ISSN 0006-2510.
113. ↑  "Britney Spears – Oops!... I Did It Again" (in Dutch). Dutchcharts.nl. Hung Medien.
114. ↑  "Britney Spears: Oops!... I Did It Again" (in Finnish). Musiikkituottajat.  Retrieved 2013-08-27.
115. ↑  "Britney Spears – Oops!... I Did It Again". Lescharts.com. Hung Medien.
116. ↑   (PDF). Music & Media.   [2015-08-18]. （原始内容存档 (PDF)于2020-07-09）.
117. ↑  . MAHASZ. 2000-06-19  [2023-04-20]. （原始内容存档于2021-01-15）.
118. ↑  . Morgunblaðið.   [2023-04-11]. （原始内容存档于2023-04-11）.
119. ↑  . GFK Chart-Track. IRMA.   [2013-07-19]. （原始内容存档于2015-06-05）.
120. ↑  "Britney Spears – Oops!... I Did It Again". Italiancharts.com. Hung Medien.
121. ↑   [Oops!... I Did It Again]. Japan: Oricon. 2000-05-03  [2023-03-12]. （原始内容存档于2023-03-12）.
122. ↑   (PDF). Billboard.   [2015-08-18]. （原始内容存档 (PDF)于2021-01-27）.
123. ↑  "Charts.nz – Britney Spears – Oops!... I Did It Again". Hung Medien.  Retrieved 2023-01-17.
124. ↑  "Britney Spears – Oops!... I Did It Again". Norwegiancharts.com. Hung Medien.
125. ↑  . ZPAV.   [2013-12-22]. （原始内容存档于2013-10-24）.
126. ↑  .   [2015-11-24]. （原始内容存档于2015-11-25）.
127. ↑  . Official Charts Company. May 15–20, 2000  [2012-02-06]. （原始内容存档于2015-07-17）.
128. ↑  . International Federation of the Phonographic Industry — Slovakia.   [2023-03-11]. （原始内容存档于2001-04-08）.
129. ↑  "Britney Spears – Oops!... I Did It Again". Spanishcharts.com. Hung Medien.
130. ↑  "Britney Spears – Oops!... I Did It Again". Swedishcharts.com. Hung Medien.
131. ↑  "Britney Spears – Oops!... I Did It Again". Swisscharts.com. Hung Medien.
132. ↑  "Official Albums Chart Top 100". Official Charts Company.
133. ↑  "Britney Spears Chart History (Billboard 200)". Billboard.
134. ↑  . Recording Industry Association of Korea.   [2022-05-29]. （原始内容存档于2008-04-30）.
135. ↑  . ARIA Charts.   [2017-10-03]. （原始内容存档于2016-02-29）.
136. ↑  . Ö3 Austria.   [2017-07-14]. （原始内容存档于2010-11-27）.
137. ↑  . Ultratop.   [2017-10-03]. （原始内容存档于2013-08-24）.
138. ↑  . Ultratop.   [2017-10-03]. （原始内容存档于2013-07-01）.
139. ↑  . Jam!.   [2022-03-24]. （原始内容存档于2004-08-12）.
140. ↑  . Mogens Nielsen.   [2016-01-06]. （原始内容存档于2015-07-25）.
141. ↑  . Hung Medien.   [2017-10-05]. （原始内容存档于2016-03-15）.
142. ↑   (PDF). Billboard. 2000-12-30  [2017-10-05]. （原始内容存档 (PDF)于2022-10-09）.
143. ↑  . Musiikkituottajat – IFPI Finland.   [2017-10-05]. （原始内容存档于2015-05-11）.
144. ↑  . SNEP.   [2017-10-05]. （原始内容存档于2012-09-24）.
145. ↑  . GfK Entertainment. offiziellecharts.de.   [2017-02-27]. （原始内容存档于2015-05-09）.
146. 1 2  . Oricon. Yahoo! GeoCities. 2000-11-19  [2017-10-04]. （原始内容存档于2014-11-24）.
147. ↑  . RIANZ.   [2017-10-05]. （原始内容存档于2016-03-04）.
148. ↑  Sociedad General de Autores y Editores (SGAE). . Anuarios SGAE. 2001-12-27: 44  [2023-03-11]. （原始内容存档于2021-01-12）. Click on the section "Musica grabada"
149. ↑  . Hung Medien.   [2017-10-05]. （原始内容存档于2014-10-06）.
150. ↑  . Official Charts Company.   [2017-10-05]. （原始内容存档于2016-03-07）.
151. ↑  . Billboard.   [2017-10-05]. （原始内容存档于2013-04-14）.
152. ↑  . Ö3 Austria. 2001-12-23  [2017-07-14]. （原始内容存档于2010-11-27）.
153. ↑  . Ultratop.   [2017-10-03]. （原始内容存档于2016-01-06）.
154. ↑  . Ultratop.   [2017-10-03]. （原始内容存档于2013-01-17）.
155. ↑  . Jam!.   [2022-03-26]. （原始内容存档于2003-11-06）.
156. ↑   (PDF). Music & Media: 15. 2001-12-22  [2020-05-02]. （原始内容存档 (PDF)于2021-05-04）.
157. ↑  . SNEP.   [2017-10-05]. （原始内容存档于2012-09-24）.
158. ↑  . GfK Entertainment. offiziellecharts.de.   [2017-02-27]. （原始内容存档于2015-05-09）.
159. ↑  . Schweizer Hitparade.   [2017-10-05]. （原始内容存档于2016-01-16）.
160. ↑   (PDF). Official Charts Company (UKChartsPlus).   [2016-12-07]. （原始内容存档 (PDF)于2011-07-24）.
161. ↑   (PDF). Billboard. 2001-12-29  [2017-10-05].
162. ↑  . Billboard.   [2011-12-02]. （原始内容存档于2012-07-02）.
163. ↑  . Official Charts.   [2020-12-04]. （原始内容存档于2020-03-10）.
164. ↑  . Billboard (Prometheus Global Media).   [2017-12-01]. （原始内容存档于2018-02-01）.
165. ↑  . Cámara Argentina de Productores de Fonogramas y Videogramas.   [2013-06-04]. （原始内容存档于2011-07-06） （西班牙语）.
166. ↑   (PDF). Australian Recording Industry Association （英语）.
167. ↑  . IFPI Austria （德语）.
168. ↑  . Ultratop. Hung Medien （荷兰语）.
169. ↑  . Pro-Música Brasil （葡萄牙语）.
170. ↑  . ISTOÉ（英语：ISTOÉ）. Terra Networks. 2001-01-22  [2016-01-05]. （原始内容存档于2001-07-12） （葡萄牙语）.
171. ↑  . Music Canada （英语）.
172. ↑  Bell, Mike. . Canoe.ca. 2003-03-07. 原始内容存档于2012-07-14.
173. ↑  . Hitlisten. IFPI Denmark.   [2024-06-02]. （原始内容存档于2002-12-20）.
174. 1 2  . Musiikkituottajat – IFPI Finland （芬兰语）.
175. ↑  . Syndicat National de l'Édition Phonographique （法语）.
176. ↑  . Bundesverband Musikindustrie （德语）.
177. ↑  . MAHASZ.   [2013-06-04] （匈牙利语）.
178. ↑   (PDF). Billboard.   [2022-06-16]. （原始内容存档 (PDF)于2022-02-08）. Britney Spears met with the staff of Zomba Records Italy, who presented her with a special gold (50,000 units) and platinum (100,000 units) award for sales of her Jive album “Oops!… I Did It Again” in Italy.
179. ↑  . Recording Industry Association of Japan （日语）. 在下拉菜单选择“2000年5月”
180. 1 2  . New Straits Times. 2001-01-12: 6  [2023-11-25]. Here they are, not in any particular order (all albums, released last year, have achieved at least gold or platinum status in Malaysia for sales exceeding 15,000 or 25,000 respectively).
181. ↑  . Asociación Mexicana de Productores de Fonogramas y Videogramas.   [2022-08-23] （西班牙语）. 在“ARTISTA”栏以下的框内输入“Britney Spears”&nbsp；并在“column heading”栏以下的框内输入“Oops!...I Did It Again”。.
182. ↑  . Nederlandse Vereniging van Producenten en Importeurs van beeld- en geluidsdragers.   [2022-08-23] （荷兰语）. 在“Artiest of titel”框输入“Oops!...I Did It Again”。 在“Alle jaargangen”下拉菜单选择“2000”。
183. ↑  . Recorded Music NZ （英语）.
184. ↑  . IFPI Norway （挪威语）.
185. ↑  . Polish Society of the Phonographic Industry.   [2016-05-25] （波兰语）.
186. ↑  .   [2022-05-23]. （原始内容存档于2007-06-16） （韩语）.
187. ↑  .   [2022-05-29]. （原始内容存档于2007-06-16） （韩语）.
188. ↑  Salaverri 2005，第943頁
189. ↑   (PDF). IFPI Sweden. （原始内容 (PDF)存档于2011-05-17） （瑞典语）.
190. ↑  Panas, Dan. . Aftonbladet. 2000-12-29  [2021-03-16]. （原始内容存档于2021-03-16） （瑞典语）.
191. ↑  . IFPI Switzerland. Hung Medien （德语）.
192. ↑  Copsey, Rob. . Official Charts Company.   [2020-01-09]. （原始内容存档于2021-06-11）.
193. ↑  . Recording Industry Association of America （英语）.
194. ↑  Trust, Gary. . Billboard. 2012-05-27  [2022-04-14]. （原始内容存档于2022-04-12）.
195. ↑  . Cámara Uruguaya del Disco （西班牙语）.
196. ↑  .   [2017-11-02]. （原始内容存档于2023-02-23）.
197. ↑  . Amazon Germany.   [2017-09-07]. （原始内容存档于2023-02-23）.
198. ↑   (PDF). Music Week: 20. 2000-05-13  [2022-11-26]. （原始内容存档 (PDF)于2023-01-31） –World Radio History.
199. ↑  .   [2017-11-02]. （原始内容存档于2023-02-23）.
200. ↑  . Amazon.   [2017-11-02]. （原始内容存档于2023-02-23）.
201. ↑  . AllMusic. 2000-10-09  [2021-08-31]. （原始内容存档于2021-08-31）.
202. ↑  . Urban Outfitters.   [2019-03-31]. （原始内容存档于2019-03-31）.
203. ↑  . BritneySpears.   [2019-03-31]. （原始内容存档于2020-05-25）.
204. ↑  . Urban Outfitters.   [2019-03-31]. （原始内容存档于2023-02-23）.
205. ↑  . JB Hi-Fi.   [2023-03-04]. （原始内容存档于2023-03-04）.
206. ↑  . www.jpc.de.   [2023-03-04]. （原始内容存档于2023-03-07）.
207. ↑  Mixup. . www.mixup.com.   [2023-04-22]. （原始内容存档于2023-04-22）.
208. ↑  Spears, Britney. . empik（英语：empik）.com. 2023-03-31  [2023-03-07]. （原始内容存档于2023-03-07）.
209. ↑  . Assai Records.   [2023-03-04]. （原始内容存档于2023-03-04）.
210. ↑  . recordstoreday.com.   [2023-02-12]. （原始内容存档于2023-02-12）.

## 書籍文獻
- Salaverri, Fernando.  [Only Hits. Year by year. 1959-2002]. Madrid, Spain: Iberautor Promociones Culturales. 2005: 943. ISBN 9788480486392.

## 外部連結
- 官方網站 （页面存档备份，存于）
- 在Discogs上的《爱的再告白 (专辑)》（发行列表）
- Metacritic上的《愛的再告白》 （页面存档备份，存于）